# Manam
Manam ou Manam Motu, é uma ilha do mar de Bismarck, separada da Nova Guiné pelo estreito de Stephan, e pertencente à Papua-Nova Guiné. Tem 10 km de diâmetro e é dominada pelo vulcão Manam, um dos mais ativos do país. 
A ilha foi evacuada em 2004 devido à perigosidade vulcânica.